# Topits család (budapesti tésztagyáros)

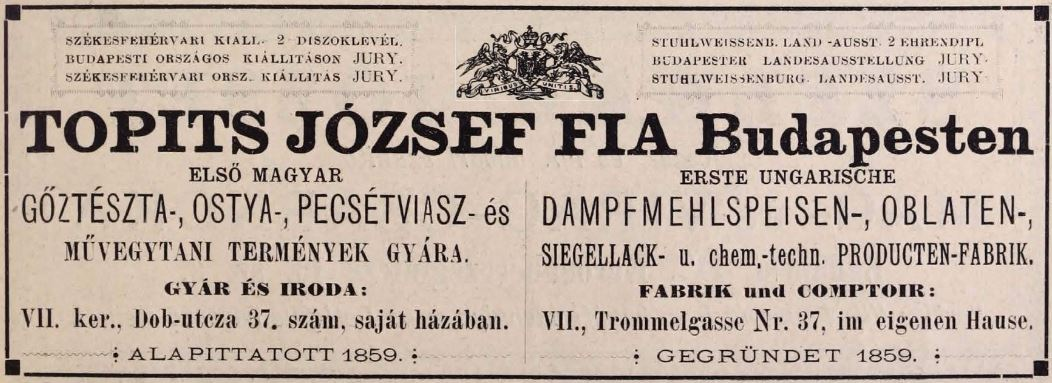
„Topits József Fia Első Magyar Gőztésztagyár” hirdetése (1887)

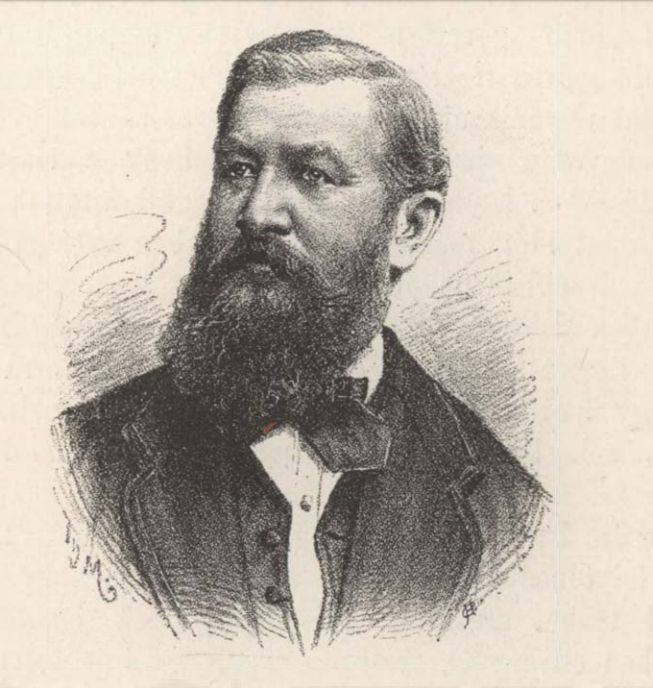
Topits József András (1824–1876), gőztésztagyár tulajdonos, pesti választott polgár, Budapest fővárosi képviselő-testületi tag

A Topits család egy budapesti jómódú nagypolgári család, amely a „Topits József Fia Első Magyar Gőztésztagyár” (Erste ungarische Dampfmehlspeisenfabrik) alapítója és tulajdonosa volt. Az család aranykora az Osztrák–Magyar Monarchia alatt volt.

## A család története

### A család tanítói és fűszer-kereskedői korszaka
A morvaországi Dubicko melletti Horní Olešná (németül: Ulischen) nevű községből származó, Šumperki járásbeli rohlei születésű római katolikus Topits József (1756–1812) okleveles tanító a Fejér vármegyei Isztimérre került oktatóként Nusz János Gotthárd (1720–1783) kántor-tanító helyére a gróf Zichy kegyuraság meghívására; a Topits család a morvaországi horvátoknak a leszármazottja. Topits József hosszú éves jeles tanítói tevékenysége nagy nyomott hagyott a településen. Topits József, községének a szó szoros értelmében nevelője, atyja volt. Ténykedése nemcsak az iskolára szorítkozott, melyet szíve egész hevével ápolt, mint ezt a hagyomány megőrizte, hanem nagy buzgalmat fejtett ő ki a községnek mindinkább való rendszeres építkezésében, a házi-kertek és udvaroknak nemes gyümölcsfákkal kiültetésében, nemkülönben a község tőszomszédságában kihasított nagyobb terjedelmű szőlőhegy létesítésében, amely szőlőhegy a 19. század végén Fejérmegye egyik elsőrangú borát szolgáltatja. Mint jeles zenész, templomi zenekart is rendszeresített, mely egész 1860-ig fennállott. Hivatalosodásának ideje alatt egy alkalommal nagyobb tűzvész és 1810-ben földrengés pusztította a községet. Sokszoros érdemeit a kegyuraság jutalmazandó, uradalmi számvevővé akarta tenni, minek azonban a község azzal vette elejét, hogy tanítói fizetését úgy szólván megkétszerezte.
Topits József a helyi kántor-tanító, jegyző, Isztiméren, 1784. február 4-én házasságot kötött a helyi római katolikus polgári Braun Annával (1765–1843), aki több gyermekkel áldotta meg őt. Topits József és Braun Anna frigyéből származó gyermekei: Topits József (1790–1837), teológus, gödöllői fűszerkereskedő, Topits Katalin (1787–1859), akinek a férje Leiter Domonkos (1787–1826), aki 1812 és 1826 között Isztimér okleveles tanítója, kántortanítója és jegyzője, Topits Gertrúd (1807–1871), akinek a férje Gőbel Ferenc (1799–1858), isztiméri főtanító és jegyző, valamint Topits Ferenc (1803–1868), várpalotai fűszerkereskedő. Az utóbbi Topits Ferenc palotai fűszerkereskedőnek az egyik fia Menda Jozefa (1803–1845) hitestársáról Topits János (1831–1884) volt, aki szintén tanítói pályára lépett és a balinkai iskola igazgató (ludirector) lett; Topits János balinkai iskola igazgatónak Müller Julianna feleségétől több gyermeke született. Gőbel Ferenc és Topits Gertrúd fia Gőbel János György (1835–1903) tanító, Székesfehérvár szabad királyi város polgári-, ipari- és elemi-iskolák központi igazgatója, a fejérmegyei tanítóegyesület tiszteletbeli elnöke, az arany érdemkereszt tulajdonosa.
Topits József (1790–1837) gödöllői kereskedő eredetileg okleveles teológusként végzett, azonban Topits Ferenc fivére pályára lépett és ő is fűszerkereskedő lett; Topits József gödöllői fűszerkereskedő 1823. január 20.-án a vácszentmihályi plébánián, feleségül vette a váci születésű polgári származású Dlaskovits Borbála Klárát (*Vác, 1805. július 28.–†Gödöllő, 1840. június 13.), akinek a szülei Dlaskovits András és Filtzer Teréz voltak. Topits József és Dlaskovits Borbála egyetlenegy fia és örököse Topits József András (1824–1876), pesti gőztésztagyáros, pesti választott polgár, fővárosi képviselő-testületi tag.

### A család gőztésztagyáros ágának az felemelkedése

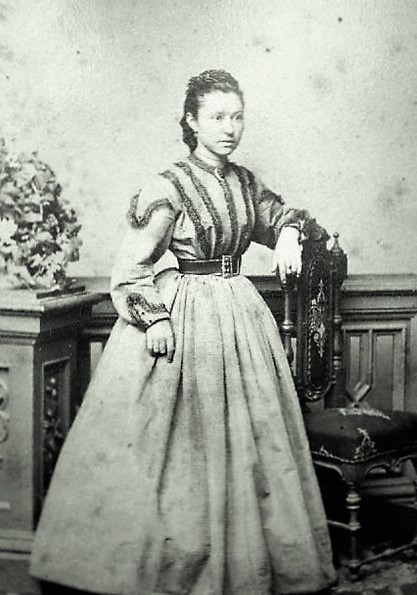
Topits Józsefné Prückler Klára (1833–1907), gyárosnő, a Topits József fia gőztésztagyár tulajdonosa; férje, Topits József, megalapította az ország első tésztagyárát.

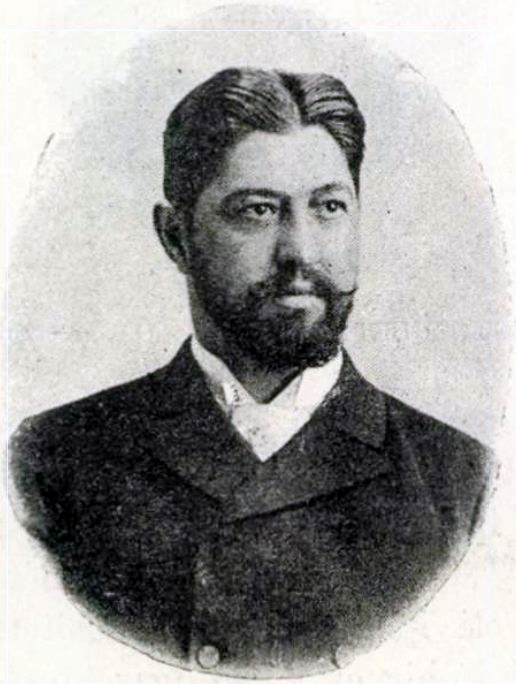
Topits Alajos József (1855–1926), gőztésztagyár tulajdonos, az Országos Ipar Tanács tagja, Országos Iparegyesület Igazgatóságának a tagja, Budapest főváros törvényhatósági bizottsága tagja, a Ferenc József-rend lovagja.

Topits József András (1824–1876) Pesten 1847-ben egy tésztagyártó üzemet hozott létre, majd 1859-ben tésztagyárat alapított (Topits József fia gőztésztagyár). A Topits család a pesti Hatvani utca 10. szám alatti levő palotájukban lakott, amelynek utcaszintjén működött a Neruda Nándor-féle „Aranyméhkas” nevű drogériája. Ez volt Magyarországon az első tésztagyár. Addig a tésztagyártás csak háziipar volt és Topits József volt az, aki Magyarországon először gyártott makarónit. A gyár folyamatosan fejlődött az évek során; nemcsak gőztésztát, hanem ostyát, pecsétviaszt és más művegytani terményeket is gyártott.
Topits József 1853. július 19.-én Pesten házasságot kötött régi pesti polgári római katolikus Prückler családból való Prückler Klára Eleonóra Julianna (1833–1907) kisasszonnyal, akinek a szülei Prückler József (1804–1866), pékmester, bérház tulajdonos, 1848-as alhadnagy a pesti gyalog nemzetőrség 4. századánál és Danner Anna (1809–1889) voltak. A menyasszonynak az apai nagyszülei Prückler József Kalazancius (1778–1848) (latinul Josephus Calasansius), pékmester, cs. kir. százados, három pesti bérház tulajdonosa, választott pesti polgár, valamint Ottinger Klára (1781–1826) voltak. Topits Józsefné Prückler Klárának az apai nagyapai dédapja Prückler Jakab még Mária Terézia korában az alsó-bajorországi Schwarzenbachból költözött át a Magyar Királyságba és 1776. február 7-én a pesti polgárságot szerezte meg. Topits Józsefné Prückler Klárának a nagybátyja Prückler Ignác (1809–1876), a pesti Prückler Ignácz Magyarország első rum-, likőr- és pezsgőgyára alapítója és tulajdonosa; emellett Prückler Ignác a magyar kereskedelmi bank, az osztrák nemzeti bank, az első hazai takarékpénztár és az első magyar általános biztosító társulat igazgató tanácsosa is volt. Topits Józsefné Prückler Klárának az unokaöccse Temple Rezső (1874–1945) ügyvéd, belügyminisztériumi államtitkár, országgyűlési képviselő, tartalékos hadnagy, a Ferenc József-rend lovagja, a III. osztályú osztrák Vaskorona-rend, az ezüst és bronz Signum Laudis, a Károly-csapatkereszt tulajdonosa, akinek az anyja Temple Rezsőné Prückler Eleonóra (1842–1922) volt.
Topits József András (1824–1876), pesti tésztagyáros és Prückler Klára (1833–1907) frigyéből egy fiú- és egy leánygyermek született: Topits Alajos József (1855–1926), gőztésztagyáros, a Ferenc József-rend lovagja, az Országos Ipar Tanács tagja, Országos Iparegyesület Igazgatóságának a tagja, valamint Topits Irma (1857–1937), a székesfehérvári „Jótékony Nőegylet“ alelnöke, akinek a férje ifjabb Felmayer István (1849–1894), székesfehérvári kékfestőgyáros, a Székesfehérvári Takarékpénztárnak igazgatósági elnöke, a Székesfehérvári Kereskedelmi Bank alelnöke, a budapesti kereskedelmi és iparkamarának tagja.
Topits József halála után 1877. július 1-jén, özvegye Prückler Klára gyárosnő, valamint gyermekei is Topits Alajos József (1855–1926), és Felmayer Istvánné Topits Irma (1857–1937) mint nyilvános tulajdonostársak, beléptek a vállalatba. Topits Irmát 1877. október 2-án Budapesten elvette feleségül ifjabb Felmayer István (1849–1894) székesfehérvári kékfestőgyáros, akinek a szülei idősebb Felmayer István (1813–1888), székesfehérvári kékfestőgyáros és Mutz Julianna (1815-1883) voltak. Topits József András tésztagyárosnak az özvegyasszonya, Prückler Klára, 1878. április 12-én Budapesten házasságot kötött a nagyváradi születésű Glatz Nándorral (1833–1909), aki később egy ideig cégvezetőként is tevékenykedett. A régi híres cég egyre jobban fejlődött és ezzel igen tehetőssé vált Topits Alajos vezetése alatt, aki már 1893-ban az Országos Iparegyesület Igazgatóságának a tagja is volt. 1896-ban Topits Alajos Józsefnek a Ferenc József-rend lovagi kitüntetést adományozta az uralkodó. Topits Alajos József aktívan vett részt Budapest városának a közigazgatási és törvényhatósági életében; Budapest főváros törvényhatósági bizottsága tagja, valamint a közigazgatási bizottság tagja is volt folyamatosan 1905-től 1918-ig. Közrendészeti bizottsági taggá is választották. 1910. március hónapjára Budapest főváros fizetéstelen árvaszéki ülnökké választották. 1926. május 16-án megtörtént a budapesti Szent Rókus kápolna harangjainak felszentelése. A mélyen vallásos Topits Alajos a nagyobb harangbizottság egyik alelnöke volt Törley Dezsővel együtt.
Topits Alajos József 1879. október 5.-én Székesfehérváron házasságot kötött első feleségével, a jómódú római katolikus székesfehérvári polgári származású Felmayer Vilma Ottilia (*Székesfehérvár, 1860. január 7.–†Budapest, 1940. szeptember 3.) kisasszonnyal, aki idősebb Felmayer István (1813–1888), székesfehérvári kékfestőgyáros, és Mutz Julianna (1815-1883) lánya volt. Topits Alajos és Felmayer Vilma házásságából egyetlenegy leány született, Topits Klára Júlia Irma (*Székesfehérvár, 1880. július 20.–†Székesfehérvár, 1881. október 19.), aki 14 hónaposan hunyt el. Topits Alajos Józsefné Felmayer Vilma egyik fivére nemes Felmayer Károly Ferdinánd (1853–1897), kékfestőgyáros, székesfehérvári városi bizottsági tag, a fejérmegyei takarékpénztár igazgatója, aki 1894. szeptember 15.-én nemességet szerzett I. Ferenc József magyar királytól. Topits Alajos és Felmayer Vilma gyermek nélküli viharos kapcsolata hamarosan végződött; nem sokkal a polgári anyakönyvezés bevezetése után, több éves veszekedés és különélés után, 1897. január 12-én a tésztagyáros beadta a válókeresetet. Elváláskor vissza kellett fizetnie a 100 ezer koronás hozományt a székesfehérvári születésű, szegedi származású nejének.

### A család gőztésztagyáros ága a 20. században

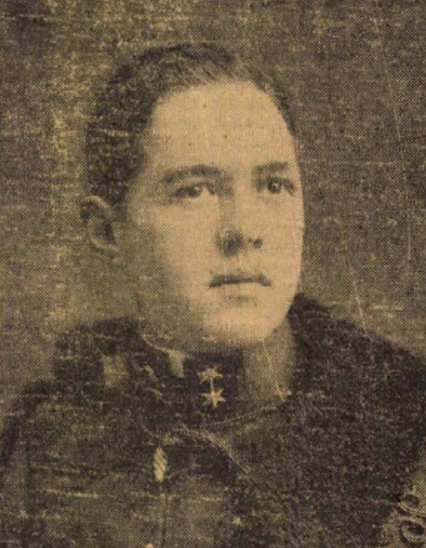
Topits Alajos Nándor (1894–1930), tartalékos főhadnagy, Topits József fia gőztésztagyár utolsó igazgatója

A frissen elvált Topits Alajos József tésztagyárosnak a második felesége a római katolikus pesti születésű Eckstein Franciska Otília (*Pest, 1870. június 15.–†Budapest, 1945. január 26.) lett, akinek az édesapja a pozsonyi születésű evangélikus felekezetű Eckstein Károly (1836-1886), pesti aranyverő, anyja Kroll Jozefa (1842-1889) volt. Topits Alajosné Eckstein Franciskának az apai nagyszülei Eckstein János Keresztély (1810–1883), pesti aranyverő, és a bécsi születésű római katolikus Appel Anna (1812–1858) volt; Eckstein János Keresztély egy ősrégi nürnbergi ágostai hitvallású polgári család sarja volt, amely a 19. század elején vándorolt át Pozsonyba; dédapja, Eckstein Leonhard, Nürnbergben molnár volt. Eckstein Franciskának az anyai nagyszülei Kroll Vilmos (1804–1879), lakatosmester, a pesti Csány utca 6-os számú bérháztulajdonosa, és Vavrzinovski Anna (1806–1866) voltak. Topits Alajos és Eckstein Franciska 1901. január 26.-án kötöttek házasságot, Budapesten a VII. kerületben; a tanúk Topits Alajos két rokona, a mostohaapja, Glatz Nándor (1833–1909), valamint, a nagybátyja, Temple Rezső (1826–1908), a triesti általános biztosító társulat főtisztviselője, akinek a neje Prückler Eleonóra volt. 1901. február 5.-én Topits Alajos és Eckstein Franciska szerződést kötöttek, amelyen az úr örökbe fogadta nejének a kiskorú gyermekeit, akik még törvénytelen helyzetben születtek tőle a házasságkötésük előtt. A második feleségétől Eckstein Franciskától született Topits Alajos Józsefnek az összes megmaradt gyermeke.
1926-ban idősebb Topits Alajos (1855–1926) meghalt és fiai vették át a már súlyos állapotban levő gyárnak a vezetését, amely az 1919-es román megszállás és a Tanácsköztársaság alatt súlyos anyagi károkat szenvedett. Ifjabb Topits Alajos Nándor (1894–1930) tartalékos főhadnagy volt a legidősebb gyermeke; két öccse Topits József (1897–1969), császári és királyi 10. huszárezredbeli tartalékos zászlós, majd a Magyar Nemzeti Bank főellenőre, valamint Topits Károly (1899–1966), tartalékos huszárszázados. A legidősebb fia ifjabb Topits Alajos feleségül vette Budapesten a IX. kerületben, 1919. október 19-én, Bunczel Margit (1899–1980) kisasszonyt, akinek a szülei dr. Bunczel Alfréd (1859–1913), ügyvéd és nemes Jálics Margit (1871–1939) voltak. Az apai nagyszülei Dr. Bunczel Gábor, zalamegyei főorvos és Waisz Alojzia Mária (1830–1899) voltak. Az anyai nagyszülei nemes Jálics Ignác (1843–1890), a "Jálics A. Ferencz és Társai" cég beltagja, és nemes Aebly Szidónia voltak. Jálics Ignácnak a dédapja Jálics Kristóf (1729–1804) és felesége Sonleitner Teréz 1795. november 23-án címeres nemeslevelet szerzett adományban I. Ferenc magyar királytól. Jálics Ignácné Aebly Szidóniának a szülei nemes Aebly Adolf (1822–1896), kereskedő, a III. osztályú vaskorona rend lovagja, Budapest bizottságának és a református budapesti egyháztanács tagja, a Pesti polgári kereskedelmi testület és az Egyesült budapesti fővárosi takarékpénztár elnöke, és Hoffmann Mária (1830–1911) voltak. Topits Alajosné Bunczel Margitnak az anyai nagybátyja nemes Jálics Andor (1875–1916), cs. és kir. 11. sz. dragonyosezred kapitánya, a hadiékitményes 3. oszt. Vaskorona-rend, a 3. oszt. katonai érdemkereszt és a Signum Laudis tulajdonosa volt.
Topits József (1897–1969), tartalékos zászlós, a Magyar Nemzeti Bank főellenőre, Budapesten, 1931. március 7-én feleségül vette a nemesi származású tharnói Kostyál Margit (1905–†?) kisasszonyt, akinek a szülei tharnói Kostyál Zsigmond (1862–1917), állami számvevőszéki alelnök, a Lipót-rend lovagja, cs. és kir. udvari tanácsos, és pacséri Csillaghy Margit (1869–1946) voltak. Az apai nagyszülei tharnói Kostyál Sándor (1828–1880), köz- és váltó ügyvéd, 1848-as honvédszázados, valamint szentmiklósi és óvári Pongrácz Kamilla (1839–1909) voltak. Az anyai nagyszülei idősebb pacséri pacséri Csillaghy József (1830–1894), Árva vármegye alispánja, az árvai ágostai hitvallású esperesség főfelügyelője, országgyűlési képviselő, 1848-as honvédtiszt, és sédeni Ambrózy Anna (1834–1921) voltak. Topits Józsefné Kostyál Margitnak az apai nagybátyja tharnói dr. Kostyál Miklós (1864–1928), országgyűlési képviselő, vármegye főjegyzője, a Vaskorona rend lovagja. Topits Józsefné Kostyál Margitnak az anyjai nagybátyja pacséri Csillaghy József (1853–1921), Árva vármegye főispánja, a Lipót-rend lovagja, nagybirtokos.
Idősebb Topits Alajos és Eckstein Franciska frigyéből még két lánya is született: az egyik Topits Franciska (1895–1964), akinek a férje dr. Pfeifer István (1880–1961), székesfehérvári fül-, orr- gége és sebész szakorvos. Pfeiffer István orvos és Topits Franciska a házasságát Budapesten 1913. május 15-én kötötték; a vőlegény szülei Pfeifer István (1840–1909) pesti könyvkereskedő, bérháztulajdonos, a Magyar Könyvkereskedők Egylete tagja, és Prückler Ilona (1853–1935) voltak. Pfeiffer István könyvkereskedőné Prückler Ilonának a nővére idősebb Topits Józsefné Prückler Klára (1833–1907) tésztagyárosné volt; tehát a vőlegénynek az anyai nagyanyai nagyszülei Prückler József (1804-1866) pékmester, pesti polgár, 1848-as alhadnagy, bérháztulajdonos és Danner Anna (1809–1889) voltak. Az apai nagyszülei idősebb Pfeifer Ferdinánd (1803–1849), pesti polgár, pékmester, és Neubauer Magdolna (1807–1868) voltak.
A másik lánya Topits Alajosnak és Eckstein Franciskának Topits Klára (1901–1993), akinek a férje a jómódú nagypolgári budapesti Lenz családból való Lenz József (1897–1965), nagykereskedő, kereskedelmi tanácsos, földbirtokos, tartalékos huszárszázados, a „Pro Ecclesia et Pontifice érdemrend” tulajdonosa, a "Gyümölcsexportőrök és Importőrök Egyesülete" elnöke volt. Lenz József és Topits Klára Budapesten, 1920. május 8-án kötöttek házasságot; a vőlegény szülei Lenz Gyula (1848–1910) déligyümölcskereskedő, bérháztulajdonos, és Gömöry Anna (1874–1946) nagykereskedőasszony, bérháztulajdonos voltak. A vőlegénynek az apai nagyszülei Lenz József (1819– 1863), pozsonyi kőfaragó mester, bérháztulajdonos, és Skoff Jozefa (1824–1898) voltak. Az anyai nagyszülei Gömöry Gottlieb (1838–1908), cserzővarga, vadászhadnagy, pesti kereskedő, és Stranszky Hermina (1847–1939) voltak.

## A család kiemelkedő tagjai
- Topits József (1756.–Isztimér, 1812. május 22.), Isztimér okleveles kántor-tanítója, főjegyzője.
- Topits József (Isztimér, 1790. március 4.–Gödöllő, 1837. március 24.), okleveles teológus, gödöllői fűszerkereskedő.
- Topits József András (Gödöllő, 1824. február 25.– Budapest, 1876. szeptember 27.), pesti választott polgár, fővárosi képviselő-testületi tag, a Topits József fia Első magyar gőztésztagyár (Erste ungarische Dampfmehlspeisenfabrik) alapítója és tulajdonosa, amely Magyarország első tésztagyára volt, az Országos Iparegyesület vegyészeti iparbizottság tagja, pesti virilista.[57]
- Topits Alajos József (*Pest, 1855. március 30. –†Budapest, 1926. október 9.) tésztagyáros, a Ferenc József-rend lovagja, az Országos Ipar Tanács tagja, Országos Iparegyesület Igazgatóságának a tagja, Budapest főváros törvényhatósági bizottsága tagja.[15][58]
- Topits Alajos Nándor Károly (Budapest, 1894. január 14.–Budapest, 1930. május 30.), gőztésztagyár tulajdonosa, igazgatója, tartalékos főhadnagy.
- Topits József Rezső (Budapest, 1897. május 27.–Budapest, 1969. július 17.), császári és királyi 10. huszárezredbeli tartalékos zászlós, a Magyar Nemzeti Bank főellenőre.[31]
- Topits Károly Imre (Budapest, 1899. július 27.–Budapest, 1966. november 25.), tartalékos huszárszázados.[32]
- Topits Mária Anna Klára "Irma" (*Pest, 1857. január 26.–†Budapest, 1937. március 13.), a székesfehérvári „Jótékony Nőegylet“ alelnöke.[13][14] Férje: ifjabb Felmayer István (*Székesfehérvár, 1849. augusztus 29.–†Székesfehérvár, 1894. március 4.), székesfehérvári kékfestőgyáros.